# كينتانا رو
كينتانا رو (بالإسبانية: Quintana Roo)‏، واسمها رسميا ولاية كينتانا رو الحرة وذات السيادة (بالإسبانية: Estado Libre y Soberano de Quintana Roo)‏، هي إحدى ولايات المكسيك الواحدة والثلاثين. وهي مقسمة إلى عشر بلديات وعاصمتها هي مدينة تشيتومال.
تقع الولاية في جنوب شرق المكسيك، على الجزء الشرقي من شبه جزيرة يوكاتان. وتحدها ولايات كامبيتشي إلى الغرب ويوكاتان في الشمال الغربي، ومقاطعات أورانج ووك وكوروزال في بليز، إلى جانب مع الحدود البحرية مع مقاطعة بليز إلى الجنوب. تمتلك كينتانا رو ساحلا على البحر الكاريبي من الشرق وعلى خليج المكسيك إلى الشمال. كما تزعم أن لها منطقة حدودية صغيرة مع غواتيمالا في الجنوب الغربي من الولاية، إلا أن المنطقة متنازع عليها مع ولاية كامبيتشي.
كينتانا رو هي موطن مدينة كانكون، جزر كوزوميل وجزيرة موخيريس، وبلدتي باكالار، بلايا ديل كارمن وأكومال، فضلا عن أطلال المايا القديمة مثل تشاكتشوبين، كوبا، كوهونليتش، موييل، تولوم، شيل ها، وشكارات. كما تقع بها المحمية الحيوية سيان كان التي يديرها برنامج الإنسان والمحيط الحيوي.
تغطي الولاية رسميا مساحة 44,705 كيلومتر مربع (17,261 ميل مربع)، ولكن كان هناك نزاع الحدود منذ عام 1997 مع ولايتي يوكاتان وكامبيتشي على مساحة حوالي 10,200 كيلومتر مربع (3,900 ميل مربع).
زاد تعداد السكان على مستوى الولاية بمعدل سريع نتيجة لبناء الفنادق وزيادة الطلب على العمال. وأتى الكثير من المهاجرين من ولايات يوكاتان، كامبيتشي، تاباسكو، فيراكروز. وكثيرا ما تشهد الولاية الأعاصير الشديدة نظرا لموقعها المفتوح، كان آخرها أشدها هو إعصار دين في عام 2007، حيث بلغت سرعة الرياح 280 كلم في الساعة (175 ميلا في الساعة)، مع هبات تصل إلى 320 كم / ساعة ( 200 ميلا في الساعة).
في 1 فبراير 2015، اعتمدت كينتانا رو رسميا منطقة زمنية جديدة، جنوب شرق، والتي تتخلف خمس ساعات عن التوقيت العالمي (UTC-05: 00)، وتتوافق مع التوقيت الشرقي (EST). الأسباب التي ذكرت لهذا التغيير تشمل تنسيق السفر الجوي، والعمليات المصرفية، والمزيد من ساعات النهار، والأخيرة من شأنها أن تقلل استهلاك الطاقة.

## أعلام
- ألبرتو ألفاريز